# 貨幣升值

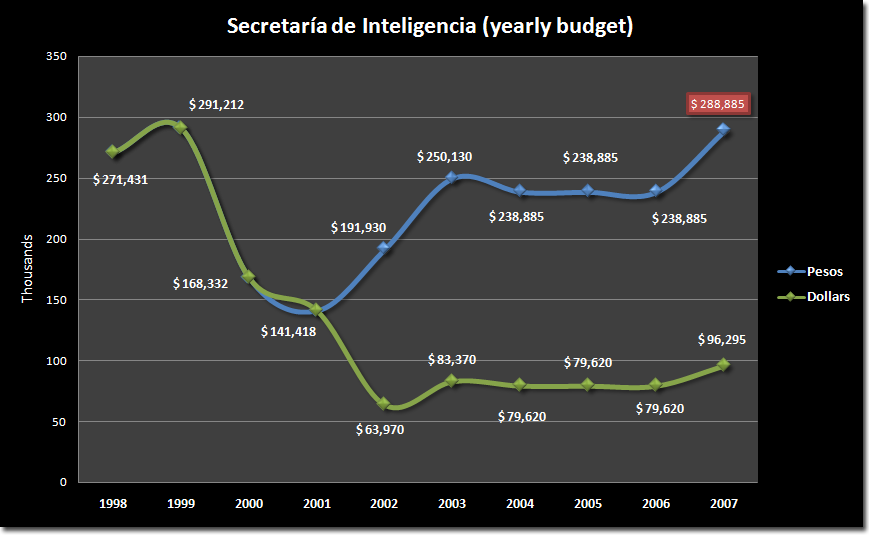
美元兌阿根廷披索的升值

升值或貨幣升值是指某一特定貨幣相對價值上升，此相對價值一般會以兌換為其他貨幣單位後的金額為準。升值的反義詞是貶值，是指貨幣的相對價值下降。貨幣的升值或貶值會反映在匯率上。
升值貨幣可以使本國商人從外國買進東西更便宜，有利進口但是不利出口，因為出口商收進的外幣能兌換成本幣的數量就變少，出口商積欠本國銀行的貸款用本幣計值，等於要賣出更多商品才能償還。